# Cornèlia (germana de Sul·la)
Cornèlia (en llatí Cornelia) era la germana del dictador Luci Corneli Sul·la. Formava part de la gens Cornèlia.
Es va casar amb Noni i va tenir un fill, del qual se'n parlava com un noi jove l'any 88 aC.